# Аль-Фадль ас-Сарахси
Абу-ль-Аббас аль-Фадль ибн Сахль ас-Сарахси (араб. الفضل السرخسي‎;
770—818) — визирь Аббасидского халифата в Хорасане, служил при дворе халифа аль-Мамуна (813—832). Брат аль-Хасана ас-Сарахси. Сыграл важную роль в гражданской войне между аль-Мамуном и его братом аль-Амином (809—813), и был фактическим правителем Халифата до 817 года. Известен под прозвищем Зу-р-Риасатайн (араб. ذو الرئاستين‎ —  глава двух ведомств‎).

## Биография

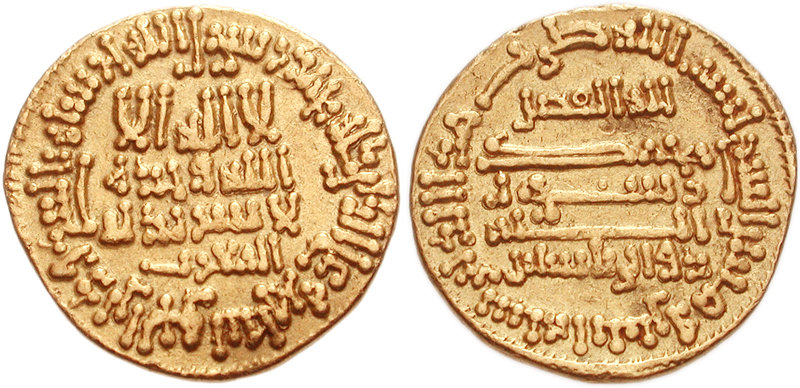
Монета с именами халифа аль-Мамуна и аль-Фадля с его титул Зу-р-Риасатайн

Его полное имя: Абуль-Аббас аль-Фадл ибн Сахль ибн Заданфарух ас-Сарахси. Его отец был зороастрийцем из Куфы, который принял ислам и присоединился к бармакидам. По настоянию Яхьи ибн Халида, аль-Фадль также принял ислам и около 806 года и поступил на службу к халифа Харуну ар-Рашиду и его сыну аль-Мамуну.
Когда аль-Фадль понял, что после смерти Харуна ар-Рашида его трон станет предметом спора между его сыновьями, он посоветовал аль-Мамуну, сыну персидской наложницы, сопровождать своего отца во время его похода в Хорасан. После того, как предсказания аль-Фадля сбылись, аль-Мамун сделал его своим главным советником и правой рукой во время гражданской войны с братом аль-Амином. Аль-Фадль был первым астрологом Халифата своего времени.
После победы аль-Мамуна над аль-Амином, новый халиф назначил аль-Фадля визирем восточных областей Халифата. Из-за того, что он одновременно руководил главным исполнительным государственным аппаратом (диван) и армией Халифата, халиф аль-Мамун присвоил ему почетное звание Зу-р-Риасатайн («глава двух ведомств»). Кроме этого, халиф наградил его огромным богатством и наследуемой недвижимостью. Его брат аль-Хасан ибн Сахль был назначен министром финансов.
После победы в гражданской войне, в халифате аль-Мамуна вспыхнуло несколько восстаний. Аль-Фадль провёл несколько военных кампаний в Хорасане и соседних с ним районах. Военные победы аль-Фадля позволили обеспечить безопасность восточных границ Халифата и привлечь большое количество новых наёмников и военных рабов для армии аль-Мамуна.
Важным поворотным пунктом в истории Аббасидского халифата стало выдвижение шиитского имама Али аль-Риды в качестве преемника аль-Мамуна. Назначение Али ар-Рида в качестве своего преемника, и проживание аль-Мамуна персидском городе Мерв, позволили врагам халифа обвинить его и его советников в антиарабской политике. Аль-Фадль был обвинён в попытке шиитского захвата Халифата и восстановления Сасанидского государства. По некоторым данным, аль-Фадль однажды отклонил большую сумму денег от халифа и подал в отставку, чтобы начать аскетичный образ жизни.
В феврале 818 года аль-Фадль был найден мёртвым в ванной в Серахсе (северный Хорасан). Спустя короткое время умер и Али ар-Рида. По некоторым данным аль-Мамун приказал убить аль-Фадля, а затем Али ар-Риду, несмотря на их крепкую дружбу.